# ویندلن
ویندلن (به سوئدی: Vindeln) یک منطقهٔ مسکونی در سوئد است که در بخش ویندلن واقع شده‌است. ویندلن ۲٫۹۶ کیلومتر مربع مساحت و ۲٬۳۳۳ نفر جمعیت دارد.